# چشمه علی (اسدآباد)
چشمه علی (اسدآباد)، روستایی از توابع بخش مرکزی شهرستان اسدآباد در استان همدان ایران است.

## جمعیت
این روستا در دهستان کلیائی قرار دارد و براساس سرشماری مرکز آمار ایران در سال ۱۳۹۵، جمعیت آن ۱۰۷ نفر (۳۰خانوار) بوده‌است.